# Fauna of British India

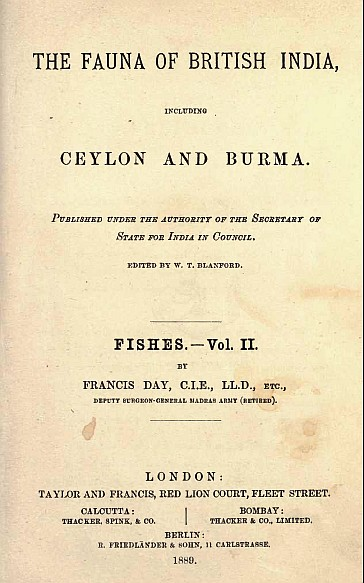
Première page du livre Fishes Vol. II de Francis Day de la série The Fauna of British India including Ceylon and Burma, 1889.

La série The Fauna of British India including Ceylon and Burma, éditée par l'éditeur Taylor and Francis à Londres a publié les tomes suivants, présentés ici par ordre alphabétique des auteurs :
- Herbert Edward Andrewes (1863-1950) :
  - (1929) Carabidae 1. Carabinae [431 p. - 62 figs - 9 pl. (1 col.)]
  - (1935) Carabidae 2. Harpalinae [323 p. - 51 figs - 5 pl.]
- Nelson Annandale (1876-1924) :
  - (1911) Freshwater sponges, Hydroids & Polyzoa [251 p. - 48 figs - 5 pl.]
- Gilbert John Arrow (1873-1948) :
  - (1925) Clavicornia : Erotylidae, Languriidae & Endomychidae [xv + 416 p. - 76 figs - 1 pl. col. - 1 carte]
  - (1910) Lamellicornia 1. Cetoniinae and Dynastinae [xiv + 322 p. - 76 figs - 2 pl. col.]
  - (1917) Lamellicornia 2. Rutelinae, Desmonycinae, Euchirinae [xiii + 387 p. - 77 figs - 5 pl. (1 col.)]
  - (1931) Lamellicornia 3. Coprinae [428 p. - 61 figs - 13 pl. (1 col.) - 1 carte]
- Edward Charles Stuart Baker (1864-1944) :
  - (1922) Birds. 1.
  - (1924) Birds. 2. [2e éd. 561 p. - 86 figs]
  - (?) Birds. 3.
  - (1927) Birds. 4. [2e éd. 471 p. - 71 figs]
  - (1928) Birds. 5. [2e éd. 469 p. - 49 figs]
  - (?) Birds. 6.
  - (1930) Birds. 7. [2e éd. 484 p.]
- Philip James Barraud (1879-1948) :
  - (1934) Diptera V.
- H.A. Baylis :
  - (1936) Nematoda. 1. Ascaroidea and Strongyloidea [408 p. - 182 figs]
  - (1939) Nematoda. 2. Filarioidea, Dioctophymoidea and Trichinelloidea [274 p. - 150 figs]
  - Thomas Reid Davys Bell (1863-1948) & Francis Burgess Scott (?-?) :
  - (1937) Moths. Vol. 5. Sphingidae. [537 p. - 1 carte - 15 pl.]
- Bihari Lal Bhatia (1884-1941) :
  - (1936) Vol. I Protozoa (Ciliophora)
- Charles Thomas Bingham (1848-1908) :
  - (1903) Hymenoptera, Vol.II. Ants and Cuckoo-wasps. 506 p.
  - (1905) Butterflies Vol. I.
- William Thomas Blanford (1832-1905) :
  - (?) Birds. 1.
  - (?) Birds. 2.
  - (1895) Birds. 3. [450 p. - 102 figs]
  - (1898) Birds. 4. [500 p. - 127 figs]
- George Albert Boulenger (1858-1937) :
  - (1890) Reptilia and Batrachia
- Enrico Adelelmo Brunetti (1862-1927) :
  - (1920) Diptera 1. Brachycera [401 p. - 4 pl.]
  - (1912) Diptera 2. Nematocera [xxviii + 581 p. - 12 pl.]
  - (1923) Diptera 3. Pipunculidae, Syrphidae, Conopidae, Oestridae [424 p. - 83 fig - 5 pl.]
- Malcolm Burr (1878-1954) :
  - (1910) Dermaptera [217 p. - 10 pl.]
- Malcolm Cameron (1873-1954) :
  - (1930) Staphylinidae. 1. [471 p. - 134 figs - 1 carte - 3 pl. col.]
  - (1934) Staphylinidae. 2. [257 p - 2 pl. col.]
  - (1932) Staphylinidae. 3. [443 p - 4 pl. col.]
  - (1939) Staphylinidae. 4.
- Samuel Rickard Christophers (1873-1978) :
  - (1933) Diptera Volume IV.
- Francis Day (1829-1889) :
  - (1889) Fishes Vol I
  - (1889) Fishes Vol II
- William Lucas Distant (1845-1922)
  - (1902) Rhynchota 1. Heteroptera. Pentat., Coreidae, Beryt.
  - (1902) Rhynchota 2. Heteroptera. Family 4 to 16. (Lygaeidae - Capsidae). 
  - (1902) Rhynchota 3. Heteroptera / Homoptera. Het.-family 17 to 24. (Anthoceridae - Coricidae) / Cicadidae, Fulgoridae.
  - (1902) Rhynchota 4. Homoptera: Membracidae, Cercopidae, Jassidae. Heteroptera: Appendix to Vol. 1.
  - (1902) Rhynchota 5. Heteroptera. Appendix to vols. 2 - 4.
  - (1902) Rhynchota 6. Homoptera. Appendix to vols. 3 and 4.
  - (1902) Rhynchota 7. Homoptera, appendix to Jassidae. Heteroptera, addenda.
  - (1910) Heteroptera. 5. Appendix to vols 2-4 [xii + 362 p. - 214 figs]
  - (1918) Rhynchota. 7. Homoptera : Appendix. Heteroptera : Addenda [viii + 210 p. - 90 figs]
- William Weekes Fowler (1849-1923)
  - (1912) Coleoptera. General introduction and Cicindelidae to Paussidae [xx + 529 p. - 240 figs]
- Frederic Charles Fraser (1880-1963)
  - (1933) Odonata. 1. Introduction, Coenagriidae [423 p.]
  - (1934) Odonata. 2. Agriidae, Gomphidae [398 p. - 120 figs - 4 pl. col.]
- Charles Joseph Gahan (1862-1939)
  - (1906) Coleoptera. Cerambycidae [329 p. -107 figs]
- Ashis Kumar Ghosh (1938-)
  - (1984) Homoptera Aphidoidea 3. Pemphiginae [431 p. - 500 figs]
- Gerard Pierre Laurent Kalshoven Gude (1858-1924)
  - (?) Mollusca. 1.
  - (1914) Mollusca. 2. [xii + 520 p. - 164 figs]
  - (1921) Mollusca. 3. Land operculates [386 p.]
- Albert Charles Lewis Günther (1830-1914) :
  - (1864) Reptilia [pp. 49-52, 88-90]
- George Francis Hampson (1860-1936) :
  - (1892-1937) Moths. [Vols. 1-5 cxix + 2813 p. - 1295 figs - 1 tableau - 15 pl. (12 en coul.)
  - (1892) Moths. 1. Saturniidae to Hypsidae [527 p. - 333 figs]
  - (1894) Moths. 2. Arctiidae, Agaristidae, Noctuidae [609 p - 325 figs]
  - (1895) Moths. 3. Noctuidae (cont.) to Geometridae - 1895 - 546 p - 226 figs
  - (1896) Moths. 4. 594 p - 287 figs
- Walter Ambrose Heath Harding (?-1942) & John Percy Moore (1869-1965) :
  - (1927) Hirudinea [xxxviii + 302 p. - 63 figs - 8 pl (4 col.) - 1 carte]
- Martin Jacoby (1842-1907) :
- (1908) Chrysomelidae 1. Eudopes, Camptosmes, Cyclica [534 p. - 172 figs - 2 pl.]
- Guy Anstruther Knox Marshall (1871-1959) :
  - (1916) Rhynchophora, Curculionidae [367 p. - 108 figs]
- Samarendra Maulik (1881-1950) :
  - (1919) Chrysomelidae Hispinae and Cassidinae [xi + 439 p. - 130 figs]
  - (1926) Chrysoleminae and Halticinae [442 p. - 139 figs - 1 carte]
  - (1936) Chrysomelidae Galerucinae [648 p. - 144 figs - 1 carte - 1 pl.]
- Claude Morley (1874-1951) :
  - (1913) Hymenoptera 3. Ichneumones Deltoidei [531 p. - 152 figs - 1 pl.]
- Eugene William Oates (1845-1911) :Page 85 du livre Birds. 2. d'Eugene William Oates, 1890.
- (1890) Birds. 2. [407 p. - 107 figs]

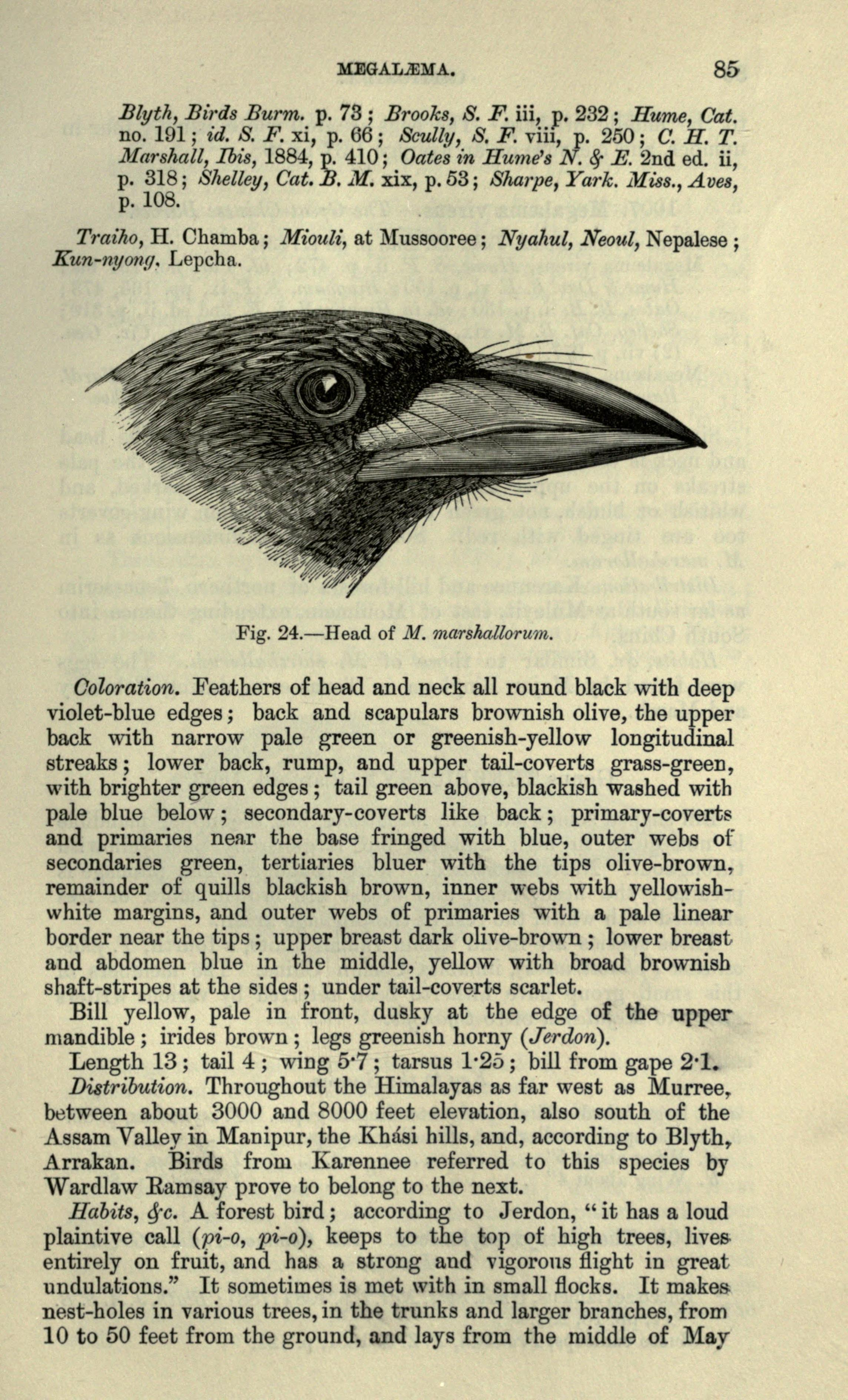
Page 85 du livre Birds. 2. d'Eugene William Oates, 1890.

- Reginald Innes Pocock (1863-1947) :
  - (1900) Arachnida
  - (1939) Mammalia, I. Primates and Carnivora
  - (1941) Mammalia, II.
- Hugh Berthon Preston (1871-1945) :
  - (1915) Mollusca. Freshwater Gastropoda & Pelecypoda [244 p. - 29 figs]
- Malcolm Arthur Smith (1875-1958) :
  - (1931) Reptilia and amphibia 1: Loricata and testudines [pp. 101-103]
  - (1931-1943) Reptilia and Amphibia. 3 Volumes
- John Stephenson (1871-1933) :
  - (1923) Oligochaeta [xxiv + 518 p. - 261 figs]
- George Talbot (1882-1952) :
  - (1939) Butterflies. Vol. 1. Papilionidae, Pieridae [xxix + 600 p. - 184 figs - 1 carte - 3 pl. col.]
  - (1947) Butterflies. Vol. 2. Danaidae to Acraeidae [xv + 506 p. - 104 figs - 2 pl. col.]